# Gerolamo Forabosco
Gerolamo Forabosco, auch Girolamo, (* 22. November 1605 in Venedig; † 23. Januar 1679 in Padua) war ein italienischer Maler des Barock.

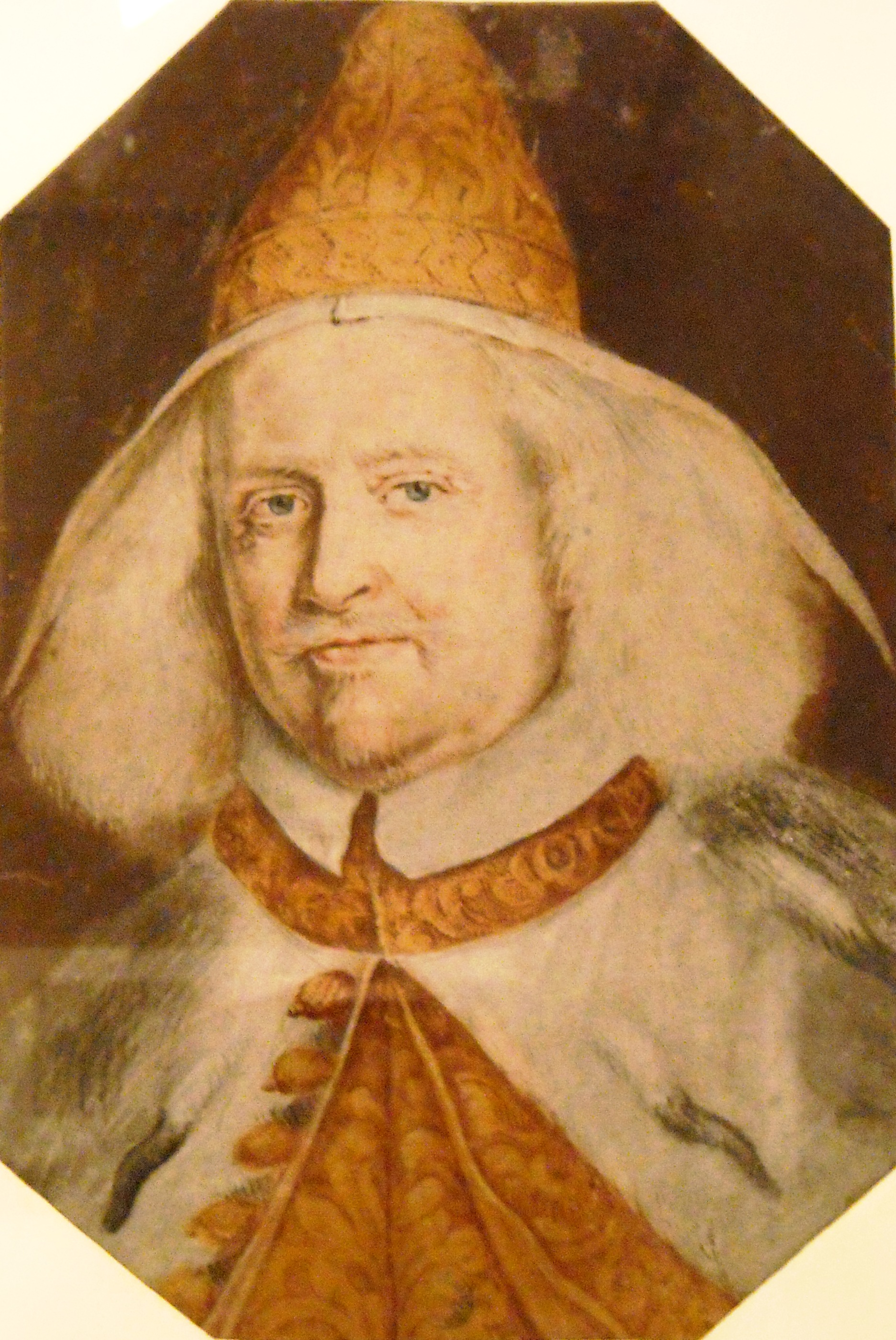
Der Doge Niccolò Sagredo

## Leben
Gerolamo Forbosco kam aus Padua oder Venedig und wirkte in Padua und in Venedig. Er war von 1634 bis 1639 in einer venezianischen Malergilde verzeichnet und 1640 bis 1644 im Steuerverzeichnis von Venedig.
Forabosco war ein Schüler von Padovanino und nahm sich wie dieser die venezianischen Maler des 16. Jahrhunderts zum Vorbild, war aber auch von den venezianischen Zeitgenossen Bernardo Strozzi und Sebastiano Mazzoni beeinflusst. Einige Porträts von Frauen in prächtigen Kleidern brachten ihm später den Ruf ein, Maler venezianischer Kurtisanen gewesen zu sein.
Gregorio Lazzarini zählte zu seinen Schülern.

## Galerie

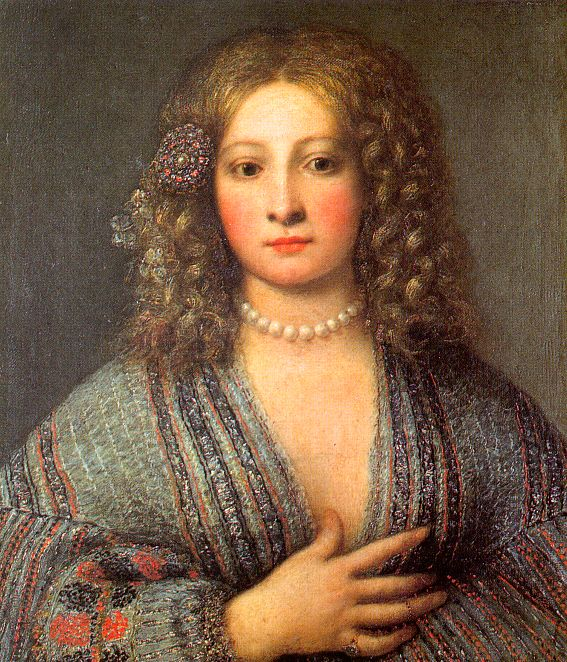
Porträt einer Venezianerin
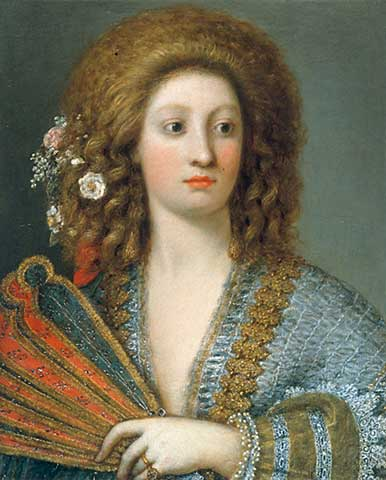
Porträt einer Venezianerin
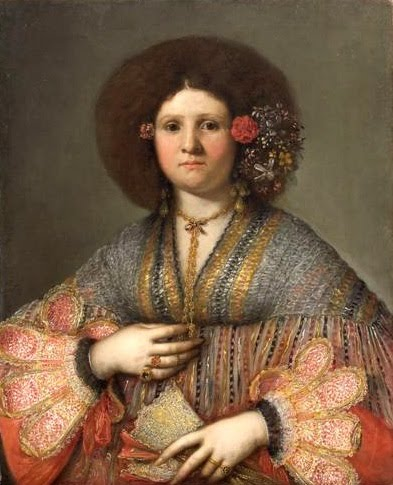
Porträt einer Venezianerin
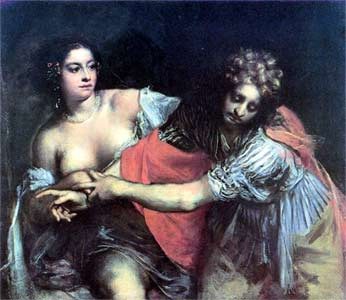
Joseph und Potiphars Frau
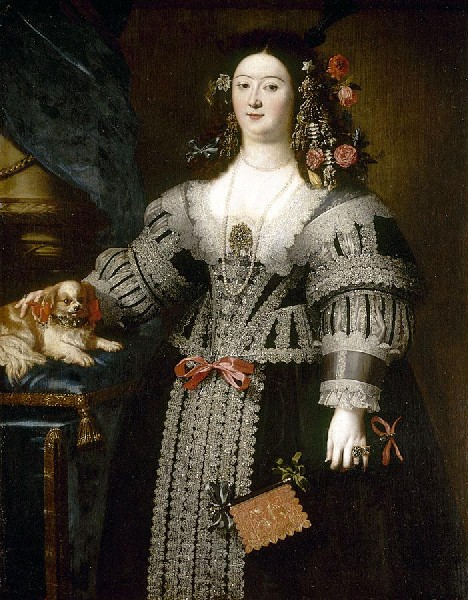
Maria Farnese (?)
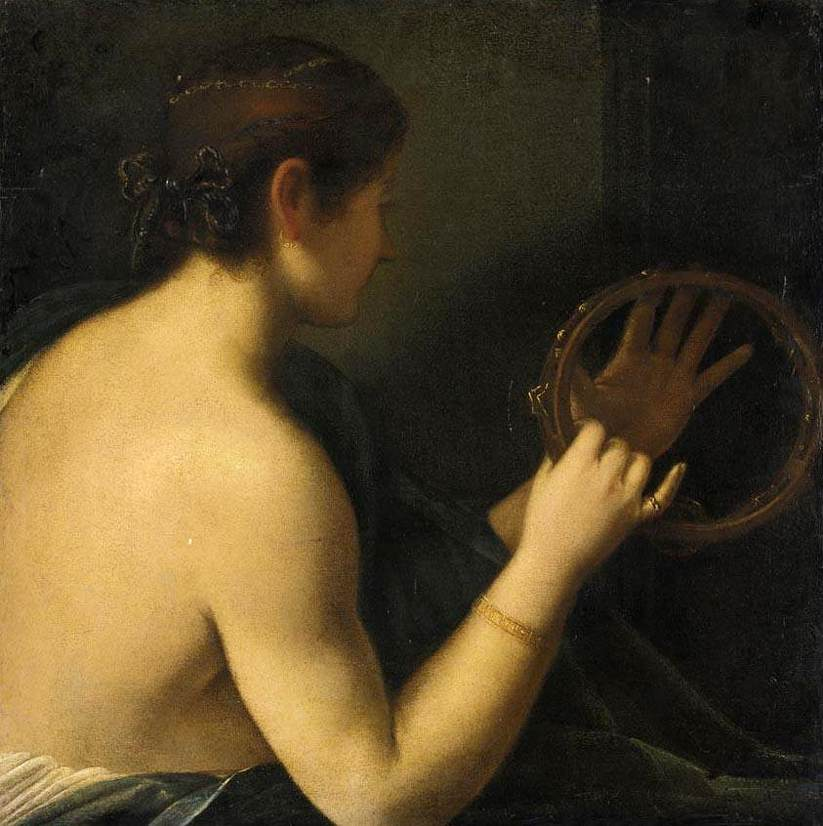
Musikantin
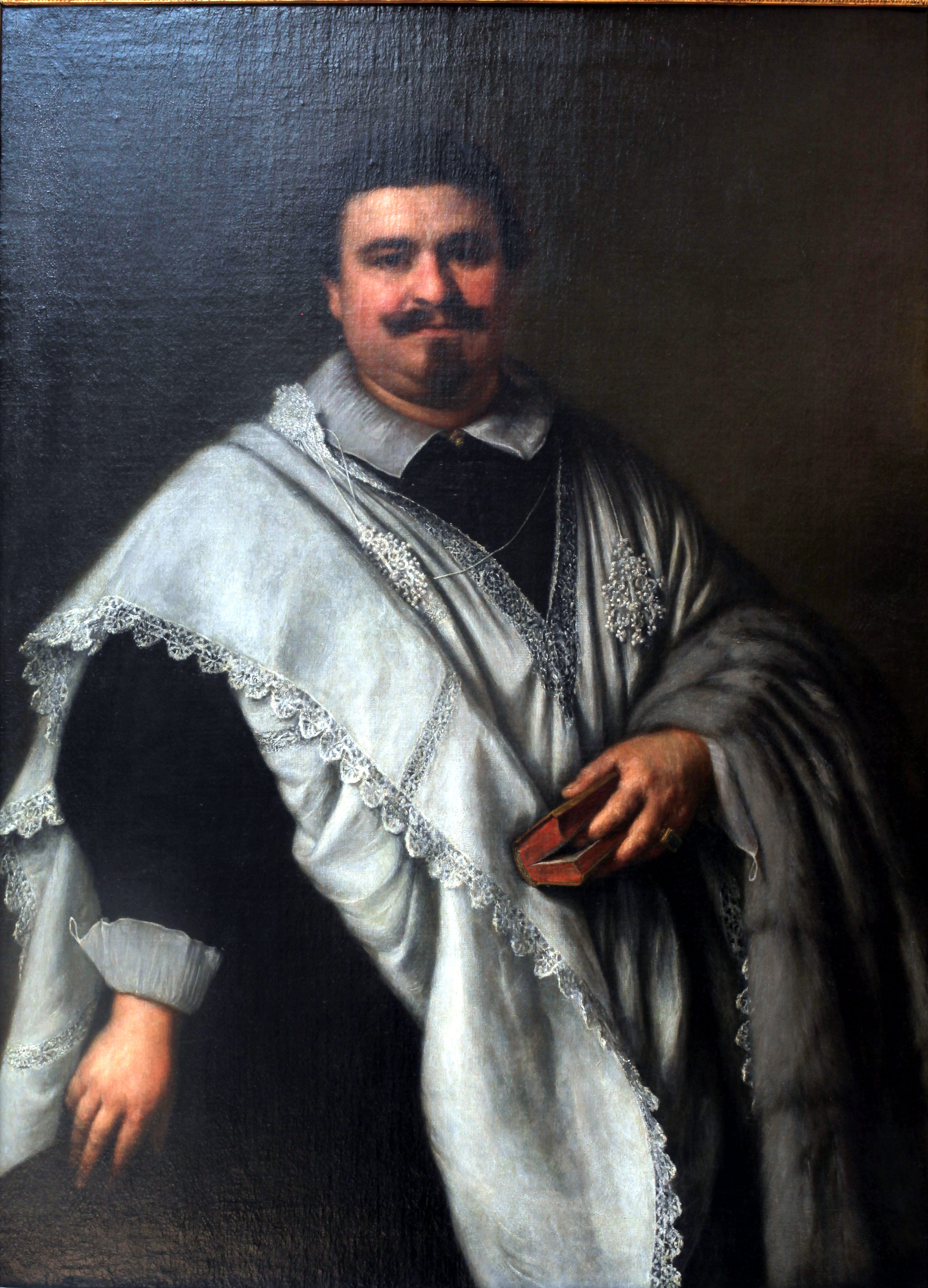
Porträt eines Kanonikers